# Record New York-San Francisco à la voile
Ce parcours à la voile est imaginé pour rappeler le parcours des clippers pendant la ruée vers l'or. 
Ce record fut souvent tenté hors du cadre d'une course. En 1998 une course fut organisée : la route de l'or, ouverte aux monocoques de 60 pieds (en équipage).

## Historique
- 31 août 1851 clipper Flying Cloud. En 89 jours et 21 heures[1].
- 1988 Warren Luhrs sur Thursday' Child un IMOCA de 60 pieds en 80 jours et 20 heures[2],[3]
- 1993.  Rich Wilson  et Bill Biewenga à bord du trimaran de 53 pieds Great American 2 effectuent le parcours San Francisco - Boston en 69j 20h.
- 1994, arrivé le 23 avril. Isabelle Autissier, Pascal Boimard,  Lionel Lemonchois, et Luc Bartissol sur le monocoque Ecureuil Poitou-Charentes 2. En 62 jours, 5 heures, 55 minutes et 14 secondes.
- 1998, arrivé le 15 mars. Yves Parlier, Lalou Roucayrol, Thomas Coville,... sur Aquitaine Innovations. En 57 jours, 3 heures, 21 minutes, 45 secondes.
- 2008, arrivé le 28 février. Lionel Lemonchois et ses 9 coéquipiers, sur Gitana 13, en 43 jours et 38 minutes.
- 2013 arrive le 18 fevrier 2013  Giovanni Soldini et ses 8 coequipiers sur maserati vor 70 monocoque en 47 days, 42 minutes

1. ↑  (en) « Flying Cloud and the New York to San Francisco record », sur cupexperience.com (consulté le 14 février 2021).
2. ↑  Kenny Wooton, « Rites of Passages », Yachting,‎ janvier 1994, p. 54-57 (lire en ligne).
3. ↑  Christian Février, « 134 ans pour gagner 8 jours », Grand Voile,‎ mars 1989, p. 25.